# Marino Caracciolo
Marino Ascanio Caracciolo (Nápoles, 1468 - Milão, 28 de janeiro de 1538), foi um cardeal do século XVII.

## Biografia
Nasceu em Nápoles em 1468 , filho do patrício Domizio Caracciolo, senhor de Ruodi, e de Martuscella Caracciolo. 
Os outros irmãos eram Giovanni Battista (chamado Ingrillo), Goffredo, Luisa, Isabella, Annibale, Scipione (bispo de Catânia), Decio, Beatrice (ou Potita) e Antonio, seu primeiro nome também é listado como Martino. Outros cardeais da família foram Innico Caracciolo, Sr. (1666); Innico Caracciolo, Jr. (1715); Nicolò Caracciolo (1715); Giovanni Costanzo Caracciolo (1759); Diego Innico Caracciolo (1800); e Filippo Giudice Caracciolo, C.O.. (1833).
Estudou em Milão sob a tutela do Cardeal Ascanio Sforza.
Enviado ainda jovem para Milão, para a corte do Cardeal Sforza. Embaixador de Milão em Roma, 1513. Protonotário apostólico, ca.1515. Orador do duque de Milão no Quinto Concílio de Latrão em 1515. Núncio do Papa Leão X perante o Imperador Maximiliano na Dieta de Augsburgo. Na Dieta de Worms de 1520, juntamente com Girolamo Aleandro, trabalhou incansavelmente em favor da Religião Católica e conseguiu a queima dos escritos de Martinho Lutero. Embaixador imperial perante o rei Henrique VIII da Inglaterra; mediou a paz entre os dois monarcas. Ele foi nomeado duas vezes embaixador imperial perante o Senado veneziano; obteve a formação de uma liga entre o imperador e o senado. Núncio papal perante a corte imperial, 1520-1523.
Eleito bispo de Catânia, 18 de janeiro de 1524; renunciou em 24 de julho de 1524 (2) em favor de seu irmão Scipione Caracciolo. Consagrado (nenhuma informação encontrada). Conde de Vespolate, 24 de maio de 1524. Nomeado novamente bispo de Catânia, 29 de novembro de 1529, após a morte de seu irmão, o bispo Scipione, ocorrida em 28 de outubro de 1529; renunciou em 9 de março de 1530 em favor de Ludovico Caracciolo. Primeira contagem de Gallarate com Ferno, Samarate, Cassine, Verghera, Boladello, Fulpiata, Peveranzia, Arnate, Cedrate, Santo Stefano e Orgiono, 13 de julho de 1530; recebeu a confirmação imperial em 10 de junho de 1536.
Criado cardeal diácono e reservado in pectore no consistório de 21 de maio de 1535; publicado no consistório de 31 de maio de 1535; recebeu o chapéu vermelho em 12 de novembro de 1535; e a diaconia de S. Maria in Aquiro, 15 de novembro de 1535. Juntamente com os cardeais Agostino Trivulzio e Francisco Quiñones, nomeado legado perante os reis Fernando dos Romanos e Francisco I da França para preservar a paz, 2 de junho de 1536. Nomeado bispo de Catânia pela terceira vez após a morte do Bispo Ludovico ocorrida em 1º de setembro de 1536; renunciou em 8 de janeiro de 1537 em favor de Nicola Maria Caracciolo. Governador de Milanesado , 15 de agosto de 1536 até sua morte.
Morreu em Milão em 28 de janeiro de 1538. Enterrado na catedral metropolitana de Milão. A efígie reclinada do cardeal está acima do epitáfio